# Creu de terme de Vallverd
Creu de terme de Vallverd és una obra de Ivars d'Urgell (Pla d'Urgell) inclosa a l'Inventari del Patrimoni Arquitectònic de Catalunya.

## Descripció
Creu de terme assentada damunt un cos quadrat que té en les quatre cares una decoració que, mitjançant un llistó esglaonat en forma de creu, emmarca un quadrat. Damunt aquest cos s'hi situa una petita base formada per tres nivells els quals donen pas al fust, format per quatre pedres prismàtiques superposades. Tres nivells octogonals simètrics formen el capitell i damunt se situa la creu eixamplada. Tot el conjunt dona un efecte òptic de degradació de volums.